# Столетняя
«Столе́тняя» — физиологический очерк Фёдора Достоевского, опубликованный в марте 1876 года в «Дневнике писателя».
По указанию А. Г. Достоевской, в основе рассказа был действительный случай, произошедший с Анной Григорьевной. Рассказ был начат Достоевским 9 марта 1876 года. По форме он соответствовал жанру физиологического очерка из петербургской жизни, скрашенного мягким юмором. Рассказ перепечатывался с 1883 года в составе сборников, а с 1885 года выходил самостоятельно. К 1900 году вышло тринадцатое отдельное издание рассказа. Одобряя рассказ для отдельного издания 1885 года, цензор И. П. Хрущов заметил, что, являясь этюдом для мещанской сцены, рассказ утратит притягательность для простонародного читателя, а потому не будет ему занимателен.

## Сюжет
Молодой женщине (А. Г. Достоевская), идущей по своим делам вдоль Николаевской улицы Петербурга, в разных местах встречается одна и та же старушка, отдыхающая от долгой ходьбы на скамейках. Старушка преклонного возраста, с бледно-жёлтым иссохшим лицом, по которому трудно определить истинный возраст, но сострадательная женщина, разговорившись со словоохотливой старушкой, выяснила, что той сто четыре года, и идёт она пообедать к своим внукам, после чего женщины попрощались. Узнав из рассказа своей жены об этой бытовой сценке, Достоевский пытается домыслить, чем закончилось путешествие этой старой женщины. По мысли писателя, она добралась до своих родных, её приветливо встретили уже взрослые внуки и ещё маленькие правнуки. Внуки, племянники обмениваются с бабушкой шутками, нехитрыми новостями, а она, счастливая от всеобщего внимания и окружения молодых, утомлённая дальней дорогой, тихонько замолкает и постепенно бледнеет.
«По такой, конечно, не плачут, — заключает писатель, — так отходят миллионы людей: живут незаметно и умирают незаметно. Только разве в самой минуте смерти этих столетних стариков и старух заключается как бы нечто умилительное и тихое, как бы нечто даже важное и миротворное: сто лет как-то странно действуют до сих пор на человека».